# Социјалистичка народна партија Црне Горе
Социјалистичка народна партија Црне Горе (СНП) је политичка странка социјалдемократског усмјерења у Црној Гори. Основана је 1998. године од стране Момира Булатовића, након раскола у Демократској партији социјалиста. Припада групи странака српског народа у Црној Гори. Њен садашњи предсједник је Владимир Јоковић.
СНП је од 2020. године био део парламентарне већине и подржавао Владу Здравка Кривокапића, а од 28. априла 2022. године је и део Владе Дритана Абазовића, где је Јоковић потпредседник Владе и министар пољопривреде, шумарства и водопривреде, док је СНП дао укупно 6 чланова Владе.

## Историја
Настала је 1998. године, након великог политичког раскола у Демократској партији социјалиста Црне Горе (ДПС), који је избио претходне 1997. године. Оснивач и први предсједник странке је био бивши црногорски предсједник Момир Булатовић. На скупштинским изборима који су у Црној Гори одржани 1998. године странка је наступала самостално и освојила 35,62% гласова и 29 посланичких мандата, пласирајући се на друго место иза коалиције Да живимо боље (ДПС-НС-СДП). Момир Булатовић је 19. маја 1998. постао председник савезне владе СРЈ и СНП улази у власт на савезном нивоу, у коалицији са Социјалистичком партијом Србије.
После савезних избора који су одржани у јесен 2000. године, у руководству СНП је дошло до покретања унутрашњих расправа око избора новог политичког усмјерења. Пошто се већи дио руководства определио за сарадњу са Демократском опозицијом Србије (ДОС), Момир Булатовић је 9. октобра поднио оставку на функцију предсједника Савезне владе. Иако је и даље остао на челу СНП, његов утицај је знатно опао, а вођење страначке политике су преузели потпредсједници: Предраг Булатовић, Зоран Жижић и Срђа Божовић, који су на савезном нивоу склопили коалицију са ДОС, након чега је Жижић изабран за предсједника нове Савезне владе, док је Божовић задржао функцију предсједника Вијећа грађана Савезне скупштине.

### Страначки раскол (2001)
Крајем јануара 2001. године, Момир Булатовић је и формално поднио оставку на функцију предсједника СНП, а потом је напустио странку, што је довело до даљих подела по дубини страначке организације. Крајем фебруара, одржан је конгрес СНП на коме је за новог предсједника изабран Предраг Булатовић, који је најавио грађанско усмјерење странке. Током конгреса, дошло је до отворене подјеле међу делегатима. Мањински дио делегата, који је био незадовољан новим политичким усмерењем странке, напустио је СНП, придруживши се Момиру Булатовићу. Тиме је учињен кључни корак ка стварању нове политичке организације, која је основана под именом Народна социјалистичка странка Црне Горе (НССЦГ).

### Дјелатност странке (2001—2006)
Након поменутог раскола, који је ослабио странку, СНП је ступила у преговоре са Народном странком (НС) и Српском народном странком (СНС) ради стварања унионистичке коалиције под називом Заједно за Југославију (ЗЗЈ). На скупштинским изборима који су у Црној Гори одржани у априлу 2001. године, коалиција ЗЗЈ је освојила 148,513 гласова (40,56%) и 33 посланичка мандата, незнатно мање од владајуће ДПС, која је остала без апсолуте већине, чиме је створена прилика за промјену власти. Пошто је формирање већине зависило од такође опозиционог, али суверенистички усмјереног Либералног савеза Црне Горе, СНП је са покушала да формулише ширу политичку платформу у циљу придобијања ЛСЦГ за образовање нове владе која би се фокусирала на спровођење неодложних демократских реформи, али такав договор се показао као немогућ, усљед непомирљивих разлика по питању односа према државном статусу Црне Горе.
Средином 2001. године, у руководству СНП су почела да се појављују нова размимоилажења поводом низа политичких питања усљед чега је Зоран Живковић поднио оставку на функцију предсједника Савезне владе, на коју је потом изабран Драгиша Пешић, високи функционер СНП близак предсједнику Предрагу Булатовићу. Након повлачења из владе, Жижић је наставио да обавља функцију потпредсједника СНП, а око њега је током времена почео да се окупља дио страначких функционера који нису били задовољни политиком Предрага Булатовића, што је дошло до посебног изражаја током наредних година.
Недуго након формирања мањинске владе ДПС-СДП, која је средином 2001. године изабрана уз подршку ЛСЦГ, у јавности је обновљена расправа о расписивању референдума о државном статусу Црне Горе, што је био кључни услов за подршку ЛСЦГ мањинској влади. СНП се заједно са својим коалиционим партнерима (НС, СНС) оштро противила расписивању референдума по тадашњем Закону о референдуму који је прописивао просту већину у односу на број изашлих бирача. Тим поводом, СНП је формулисала став да је за легитимно спровођење референдума неопходно прописати праг од 50% гласова у односу на укупан број бирача. Пошто консензус о расписивању референдума није постигнут, дошло је до интензивирања преговора преуређењу односа у СРЈ. Преговори су резултирали склапањем Београдског споразума који је потписан 14. марта. Иако није учествовало у самом чину потписивања споразума, руководство СНП је подржало основну замисао о трансформацији СРЈ у државну заједницу Србије и Црне Горе, тако да су посланици СНП у скупштинама Црне Горе и СРЈ гласали за озваничење поменутог споразума.
Потписивање Београдског споразума је довело до пада мањинске владе у Црној Гори и расписивања нових скупштинских избора, који су одржани у јесен 2002. године. Уочи ових избора, коалиција Заједно за Југославију је промјенила име у Заједно за промјене (ЗЗП), оставши у истом саставу (СНП, НС, СНС). Иако је задобила мању подршку у односу на претходне изборе, ЗЗП је са 133,894 гласова (38,4%) освојила 30 посланичких мандата. Током наредне 2003. године, СНП је учествовала у коначној трансформацији СРЈ у Државну заједницу Србије и Црне Горе, која је током 2004. и 2005. године пролазила кроз низ унутрашњих криза, које су се из године у годину продубљивале усљед непостојања политичког консензуса о кључним државним питањима.
У раздобљу од 2001. до 2006. године, већински дио руководства СНП је на челу са Предрагом Булатовићем настојао да промовише идеју о трансформацији странке путем програмске и организационе модернизације, која би била изведена по моделу савремених европских странака лијевог центра. У том циљу, руководство СНП је настојало да изгради нови политички идентитет странке, заснован на европским и грађанским вриједностима. Међутим, реализација таквог програмског усмјерења била је отежана усљед сложених друштвених и политичких прилика, које су у Црној Гори биле оптерећене све израженијим политичким споровима и сукобима око разних питања која су се односила на промјену државног статуса. Пошто се залагало за очување државног заједништва Црне Горе и Србије, руководство СНП се у то вријеме нашло пред великим политичким изазовима: на једној страни, већи дио руководства СНП се залагао за европско и грађанско усмјерење, док је на другој страни - у политичкој стварности, странка de facto живјела од српских гласова у Црној Гори.

### Однос према референдуму (2006)
СНП се програмски залагала за очување државног заједништва Црне Горе и Србије, тако да је од саме најаве референдума о државном статусу Црне Горе иступала против сепаратистичке опције, стављајући се на чело шире коалиције унионистичких странака. Крајем 2005. и почетком 2006. године, у вријеме интензивирања јавне расправе о доношењу посебног референдумског закона, СНП је заступала став да одлука о независности Црне Горе може бити донијета само ако се у прилог независности изјасни апсолутна већина од укупног броја грађана са правом гласа, а исти став су заступале и друге унионистичке странке. Насупрот томе, црногорске режимске странке су заступале став да је за доношење одлуке о независности довољно да се у прилог независности изјасни проста већина од оног броја грађана који ће изаћи на гласање.
Као посриједник у овој расправи појавила се Европска унија, која је предложила компромисно рјешење, по коме би се одлука о државној независности имала сматрати важећом уколико се у прилог независности изјасни више од 55% у односу на број важећих гласова (укупан број гласалих, умањен за број неважећих гласова). Такав приједлог ЕУ, који је 15. фебруара саопштио Мирослав Лајчак, резултирао је покретањем нових расправа, како међу опозиционим, тако и међу владајућим странкама. Иако је процјенила да се праг од 55% може достићи, владајућа Демократска партија социјалиста Црне Горе је Лајчаков приједлог примила са негодовањем. Пошто ДПС није могла самостално да изгласа референдумски закон, кључна улога у избору коначних рјешења припала је унионистичким странкама, међу којима је одлучујући глас имала СНП. Почетком фебруара 2006. године, руководство СНП се још увијек одлучно залагало за принцип апсолутне већине у односу на укупно бирачко тијело. Међутим, под отвореним притиском ЕУ, руководство СНП је почело да попушта, одуставши од својих првобитних ставова. Први корак је учињен на сједници Главног одбора СНП, која је одржана 18. фебруара, када су ставови ЕУ узети у разматрање, а коначна одлука је донијета на историјској сједници одржаној 25. фебруара, када се Главни одбор СНП и званично изјаснио за прихватање Лајчакових приједлога%. Лајчакове приједлоге су тих дана прихватила и руководства осталих унионистичких странака.
Скупштина Црне Горе је 1. марта 2006. године изгласала "Закон о референдуму о државно-правном статусу Републике Црне Горе". Од тадашњег укупног броја посланика (75), за усвајање закона гласало је њих 60, укључујући и посланике СНП. Референдум је одржан је 21. маја. Од укупно 484,718 грађана са правом гласа, на референдум је изашло 419,236 (86.49%), а у прилог независности се изјаснило 230,711 грађана, што је представљало 47,5% у односу на укупно бирачко тијело, односно 55,5% у односу на број гласалих. Током спровођења референдумског процеса, дошло је до бројних неправилности, усљед којих је легитимитет званично саопштених резултата био доведен у питање.

### Питање одговорности
Званични резултати референдума дјеловали су поразно на СНП и остале унионистичке странке, пошто се показало да је изгласавање независности, упркос непостојању апсолуте већине, на крају било омогућено управо захваљујући њиховом пристајању на озакоњење изнуђених рјешења, која су била промовисана од стране Европске уније. Напуштањем основног демократског принципа, по коме се кључне референдумске одлуке од државног и историјског значаја доносе већином гласова у односу на укупан број бирача, СНП је заједно са другим опозиционим странкама омогућила владајућој ДПС и другим сепаратистичким странкама да програм државне независности остваре без подршке апсолуте већине бирачког тијела Црне Горе. Полазећи од претходно задате ријечи, руководство СНП је на челу са Предрагом Булатовићем најавило да ће страначким органима понудити изјашњавање о повјерењу и одговорности, али од тога се веома брзо одустало. Од кључног значаја био је сусрет страначког врха са Хавијером Соланом, тадашњим високим приједставником ЕУ за спољну политику и безбједност. Након тог сусрета, који је одржан 2. јуна, Предраг Булатовић је затражио од СНП да у име европске будућности прихвати став ЕУ о исходу референдума, изјавивши на сједници Главног одбора СНП, која је одржана 3. јуна 2006. године, на дан проглашења независности Црне Горе, да би неприхватањем европског пута у питање био доведен и сам опстанак СНП.

### Дјеловање након 2006. године
Референдумски пораз је оставио тешке посљедице по СНП и остале унионистичке странке. Иако је и даље тежила да буде лидер опозиције, СНП је одбила да се укључи у стварање шире коалиције српских странака под називом Српска листа, одлучивши се за стварање посебне коалиције са НС и ДСС. Та коалиција је на скупштинским изборима одржаним у септембру 2006. године освојила 47.683 гласова (14,07%) и 11 мандата, што је био значајан пад у односу на претходне изборе. Усљед лошег изборног резултата, СНП је изгубила и статус водеће опозиционе странке, пошто је коалиција на челу са СНП освојила мање гласова и мандата од Српске листе. Тек након тог пораза, Предраг Булатовић је одлучио да преузме одговорност и поднесе оставку, а за новог предсједника СНП изабран је Срђан Милић, први носилац те функције који је по народности био Србин.
Током расправе о доношењу новог Устава Црне Горе (2007), руководство СНП није подржало приједлог Српске листе да се за основу заставе Црне Горе узме црвено-плаво-бијела тробојка, већ је предложило да се средишња боја дефинише као плаветна, чиме је потврђен став који је СНП према том питању насљедила још из времена када су њени кадрови били дио ДПС. Иако је поменути израз, који је по свом изворном значењу био поетски синоним за плаву боју, својевремено (1993—1994) злоупотребљен од стране режима ради увођења у заставу потпуно нове свијетлоплаве боје, руководство СНП се од самог оснивања странке (1998) залагало управо за свијетлопалву боју, прелазећи преко бројних упозорења стручне и шире српске јавности.
На скупштинским изборима који су у Црној Гори одржани 2009. године, СНП је по други пут у својој историји наступила самостално, након неуспјешног покушаја да се формира јединствена листа цјелокупне опозиције, која би укључивала Нову српску демократију и Покрет за промјене. Након неуспјешних преговора са дотадашњим коалиционим партнерима, НС и ДСС, руководство СНП је одлучило да на изборе изађе самостално. СНП је освојила 54.547 (16,5%) гласова и 16 посланика, чиме је поново постала водећа опозициона странка.
Средином 2012. године, у редовима СНП дошло је до унутрашње подјеле поводом питања о евентуалном приступању те странке новоствореној опозиционој коалицији под називом Демократски фронт, која је формирана од стране Покрета за промјене (ПЗП) и Нове српске демократије (НСД). На челу те коалиције налазио се Миодраг Лекић, бивши министар спољних послова Црне Горе, који је био познат по својим ранијим антисрпским ставовима, а исто је важило и за Небојшу Медојевића, предсједника ПЗП, који је одиграо неславну улогу приликом доношења новог Устава Црне Горе (2007).
У знатном дијелу чланства СНП постојао је снажан отпор према склапању коалиције са таквим, крајње непоузданим и компромитованим политичким чиниоцима, тако да је већи дио страначког руководства на челу са Срђаном Милићем, тадашњим предсједником СНП, био крајње скептичан према формирању коалиције са Медојевићем и Лекићем. Мањинску струју, која се залагала за приступање Демократском фронту предводио је Предраг Булатовић, бивши предсједник СНП, који је годинама уназад заговарао стварање коалиције са Медојевићем и Лекићем, са којима је био у посебним односима још од 2006. године, када су заједно договарали стварање Демократске алтернативе.
Немајући повјерења у Медојевића и Лекића, руководство СНП је почетком августа 2012. године саопштило да ће та странка приступити Демократском фронту само уколико јој буде призната половина кандидатских мјеста на заједничкој изборној листи, али тај захтјев није био прихваћен од стране ПЗП и НСД. Након тога, мањи дио руководства СНП опредјелио се за самостални улазак у ДФ, што је довело до раскола у врху СНП и искључења свих страначких функционера који су приступили Демократском фронту. Искључена групација, коју су предводили Милан Кнежевић и Предраг Булатовић, није се тада конституисала као нова странка, већ је током првих година дјеловала као посебан политички субјекат под називом "Група бирача - Милан Кнежевић", а касније је прерасла у Демократску народну партију Црне Горе (2014).
На скупштинским изборима који су у Црној Гори одржани у октобру 2012. године, СНП је на заузела треће мјесто, иза владајуће коалиције и ДФ, освојивши 40.131 гласова (11,06%) и 9 посланичких мандата, што је било 7 мандата мање у поређењу са резултатима из 2009. године.
Почетком 2013. године, руководство СНП се нашло пред новим искушењем, пошто је знатан дио опозиционих странака одлучио да стане иза Миодрага Лекића као заједничког кандидата на предстојећим предсједничким изборима. На другој стани, поједине српске и просрпске странке биле су спремне да подрже кандидата СНП или да истакну сопственог предсједничког кандидата. Не желећи да буде оптужена за подстицање опозиционог нејединства, СНП је упркос озбиљним резервама, које су проистицале из Лекићеве политичке непоузданости, одлучила да подржи његову кандидатуру.
Ова одлука се показала као погрешна, пошто је Лекић својим држањем током кампање успио да одбије од себе знатан дио српских и просрпских бирача, који усљед непостојања другог опозиционог кандидата нијесу имали за кога да гласају. Ту околност одмах је искористио режимски кандидат Филип Вујановић, који се у завршници кампање непосредно обратио управо српским бирачима. Након Вујановићеве побједе, која је остварена већ у првом кругу, извршена је анализа изборних резултата која је показала да руководство СНП није начинило добру процјену када је одлучило да Лекића подржи већ у првом кругу, пошто је истицање посебног кандидата СНП могло допринјети додатном анимирању српских и просрпских бирача, усљед чега је одзив и укупан збир опозиционих гласова могао бити знатно већи, а самим тим и довољан за спречавање Вујановићеве побједе у првом кругу.
Крајем 2014. године, у редовима СНП дошло је до нових подјела које су дошле до пуног изражаја током одржавања страначког конгреса у новембру поменуте године. Иако је за предсједника СНП поново изабран Срђан Милић, за њега је гласало тек нешто више од половине кандидата, док је трећину гласова добио Алекса Бечић, који је предводио десничарску фракцију унутар СНП. До отвореног раскола у странци дошло је почетком 2015. године, када је Бечић са својим присталицама напустио СНП, створивши нову странку под називом Демократска Црна Гора.
Поменути страначки раскол довео је до даљег слабљења СНП, која се нашла пред избором између двије опције. Прва је подразумјевала ослонац на страначку базу и јачање традиционалног просрпског идентитета странке, док се друга огледала у даљем јачању "грађанског" усмјерења. Настојећи да спријечи избијање нових подјела, руководство СНП се опредјелило за другу опцију. Умјесто сарадње са просрпским и српским странкама, СНП се крајем 2016. године окренула сарадњи са појединим грађанским странкама, што је довело до стварања "Велике коалиције Кључ" коју су поред СНП чиниле још двије странке: Демократски савез (ДЕМОС) и Уједињена реформска акција (УРА). На скупштинским изборима који су у Црној Гори одржани у октобру 2016. године, СНП је наступила управо у оквиру "Велике коалиције Кључ", која је остварила резултат знато нижи од очекиваног, освојивши 42.295 гласова (11,05%) и 9 посланичких мандата, од чега је СНП припало 3 мандата, што је био најлошији резултат у историји странке.
Већ на почетку 2017. године, дошло је до нових подјела, пошто је странку напустила група око Александра Дамјановића, једног од тројице посланика СНП у Скупштини Црне Горе, након чега је станка спала на два посланичка мандата. Суочен са новом кризом у странци Срђан Милић је одлучио да се повуче са функције предсједника СНП, након чега је за његовог насљедника изабран Владимир Јоковић.
На предсједничким изборима, који су у Црној Гори одржани 2018. године, СНП је подржала заједничког кандидата опозиције Младена Бојанића.

## Изборни резултати СНП
| Година избора | %                                                  | Мандати |
| ------------- | -------------------------------------------------- | ------- |
| 1998.         | 35,62 (самостално)                                 | 29 / 78 |
| 2001.         | коалиција Заједно за Југославију                   | 21 / 77 |
| 2002.         | коалиција Заједно за промјене                      | 19 / 75 |
| 2006.         | 14,07 (са НС и ДСС)                                | 8 / 81  |
| 2009.         | 16,54 (самостално)                                 | 16 / 81 |
| 2012.         | 11,06 (самостално)                                 | 9 / 81  |
| 2016.         | Велика коалиција Кључ                              | 3 / 81  |
| 2020.         | Група Грађана Давид Ракоњац За будућност Црне Горе | 5 / 81  |
| 2023.         | 3,12% (коалиција са ДЕМОС)                         | 2 / 81  |

## Предсједници СНП
| Портрет | Председник        | Мандат    |
| ------- | ----------------- | --------- |
|         | Момир Булатовић   | 1998—2001 |
|         | Предраг Булатовић | 2001—2006 |
|         | Срђан Милић       | 2006—2017 |
|         | Владимир Јоковић  | 2017—     |